# 克拉倫斯的伊麗莎白公主
克拉伦斯的伊丽莎白郡主 (英语: Elizabeth Georgiana Adelaide ; 1820年12月10日—1821年3月4日)，英国王室成员，是英王威廉四世与阿德莱德王后之次女和第三个孩子，也是喬治三世的孙女，维多利亚女王的堂妹。

## 生平
伊丽莎白郡主于1820年12月10日生于圣詹姆士宫 ，是提前六周出生的早产儿，出生时她的父母身份仍是克拉伦斯公爵和公爵夫人。她原先有一姐姐夏洛特郡主（1819年出生），但在出生当天就夭折了，之后她的母亲还生过一个死胎。伊丽莎白在出生当天受洗。
起初克拉伦斯公爵夫妇想为女婴命名为乔治安娜（ Georgina）, 但公爵的长兄、她的伯父乔治四世认为应该起名伊丽莎白。因此郡主全名为伊丽莎白·乔治安娜·阿德莱德（ Elizabeth Georgiana Adelaide）。但伊丽莎白只活了2个多月，患肠套叠夭折，遗体葬在温莎城堡圣乔治礼拜堂。
伊丽莎白郡主生前，在英国王位继承顺序中，仅次于二伯父约克和奥尔巴尼公爵、父亲克拉伦斯公爵，排在其堂姐——肯特的维多利亚郡主的前面。在她死后，母亲阿德莱德之后有经过三次生育，但都是死胎，加上克拉伦斯公爵与多萝西娅·乔丹的私生子女都没有继承权，因此维多利亚郡主排位紧接在克拉伦斯公爵之后，后登基为维多利亚女王。